# Osvobozené divadlo
Osvobozené divadlo (Teatr Wyzwolony) – awangardowa scena teatralna w Pradze, założona w roku 1926 przez grupę artystyczną Devětsil. 
Działalność teatru była związana z dadaizmem i futuryzmem. Twórcy teatru dążyli do wciągnięcia widowni w akcję sceniczną.
Do repertuaru teatru należały dzieła Guillaume Apollinaire'a, Alfreda Jarrego, Jeana Cocteau, André Bretona, Filippo Tommaso Marinettiego oraz Vítězslava Nezvala. 

## Historia
Pierwszą premierą był sztuka „Grzegorz Dyndała” Moliera wystawiona 8 lutego 1926. Sztuka spotkała się z niezrozumieniem krytyki. 1927 teatr przeniósł się do budynku Umělecká Beseda na Malej Stranie. Aktorzy Jan Werich i Jiří Voskovec wystawili tam sztukę Vest pocket revue, która okazała się nadspodziewanym sukcesem. Muzykę do przedstawienia napisał pianista Jaroslav Ježek, który wystąpił też w teatrze z improwizacjami. Reżyserią zajmował się Jindřich Honzl.
Od roku 1932 repertuar teatru zdominowała rozrywka i satyra. Voskovec i Werich improwizowali dialogi na aktualne tematy. 
W tym samym roku teatr wystawił sztukę polityczną Caesar ostrzegającą przed groźba faszyzmu. Także wystawiona w następnym roku sztuka „Osioł i cień” (Osel a stín) ostrzegała przed faszyzmem.
Wystawiona 1934 sztuka Kat i błazen (Kat a blázen) zawierała krytykę stosunków w Niemczech i spowodowała interwencje cenzury oraz protest ambasady niemieckiej z powodu obrazy głowy państwa. Po dalszych konfliktach teatr został zmuszony do opuszczenia siedziby przy ulicy Vodičkovej. 
Teatr przybrał nazwę „Spętanego Teatru” (Spoutané divadlo) i przeniósł się na Václavské náměstí. 
W roku 1936 teatr powrócił do dawnej siedziby i dawnej nazwy. Dalsze antyfaszystowskie sztuki: Świat za kratami (Svět za mřížemi) i Pięścią w oko (Pěst na oko) doprowadziły do zakazu działalności teatru i do ostatecznej likwidacji w roku 1938. Voskovec, Werich i Ježek wyemigrowali do USA.
Po wojnie Voskovec i Werich próbowali wznowić działalność teatru. Wskutek konfliktów między nimi teatr przestał istnieć. Voskovec udał się powtórnie na emigrację.